# III Liceum Ogólnokształcące im. Stefana Żeromskiego w Bielsku-Białej
III Liceum Ogólnokształcące im. Stefana Żeromskiego w Bielsku-Białej – publiczna szkoła ponadpodstawowa powstała w 1951 roku.

## Historia[1]
W październiku 1948 roku Robotnicze Towarzystwo Przyjaciół Dzieci podejmuje starania o budowę na terenie miasta nowej szkoły. W lutym 1949 roku zakupiono parcelę między dzisiejszymi ulicami Bohaterów Warszawy, Wilsona, Grota-Roweckiego. W maju 1950 roku dokonano uroczystego wmurowania aktu erekcyjnego. 1 września 1951 roku rozpoczęto rok szkolny w budynku Liceum Żeńskiego przy ul. Schodowej, natomiast 18 września przeniesiono szkołę do gmachu przy ul. Bohaterów Warszawy. Oficjalna nazwa szkoły brzmiała „Szkoła Ogólnokształcąca TPD stopnia podstawowego i licealnego”. Na przełomie lat 1956 i 1957 w szkole z inicjatywy prof. i phm. Kazimierza Wójtowicza odbyła się pierwsza otwarta zbiórka harcerska nawiązująca do tradycji skautingu. Szkoła posiadała już wtedy pierwsze pracownie – fizyczną, biologiczną, chemiczną i geograficzną. Była wyposażona w telewizor, dwa magnetofony, radiowęzeł i aparat filmowy.
W sierpniu 1958 Ministerstwo Oświaty zatwierdziło wniosek rady pedagogicznej o nadanie szkole imienia Stefana Żeromskiego. Patrona wybrano spośród: Bolesława Chrobrego, Cypriana Norwida i Marii Skłodowskiej-Curie. We wrześniu 1960 roku otwarto boisko przy szkole, na które składało się: boisko lekkoatletyczne z bieżnią sześciotorową długości 125 m, trzema skoczniami lekkoatletycznymi i czterema rzutniami, oraz płyta asfaltowa z dwoma boiskami do koszykówki i jednym do siatkówki. 29 marca 1977 roku liceum zgłosiło akces do udziału w ruchu Szkół Stowarzyszonych UNESCO, a 18 stycznia 1979 zostało przyjęte.
We wrześniu 1978 rozpoczęto pierwsze, eksperymentalne lekcje informatyki, które prowadziła mgr Stefania Kocurkiewicz, liceum posiadało jeden komputer. 20 listopada 1987 r. mgr Grzegorz Pysz został opiekunem pierwszej pracowni komputerowej wyposażonej w komputery ZX Spectrum, natomiast w październiku 1991 została przebudowana i wyposażona w nowe komputery klasy IBM PC AT286 (8 stanowisk) – opiekun mgr inż. Anna Janczewska. W październiku 1997 roku rozpoczęto trzyletni remont szkoły, w czasie którego odnowiono sale lekcyjne, korytarze, łazienki i salę gimnastyczną. We wrześniu 1998 r. w miejscu zlikwidowanej kuchni i jadalni powstała biblioteka z dużą czytelnią. Rok później rozpoczęto komputeryzację zbiorów bibliotecznych.
W zimie organizowane są obozy narciarskie, natomiast w lecie obozy żeglarskie, a także obozy językowe w Londynie. Prowadzony jest kurs Sieciowej Akademii CISCO.

## Znani absolwenci
- Krzysztof Jonkisz – polski inżynier, absolwent klasy „c” z roku 1965[2]
- Jerzy Stuhr – polski aktor, absolwent klasy „a” z roku 1965[2]
- Franciszek Piper – polski historyk, absolwent klasy „a z roku 1959[2]
- Wiesław Dymny – polski poeta, absolwent klasy „a” z roku 1953[2]
- Wincenty Faber – polski poeta, absolwent klasy „a” z roku 1953[2]